# 加夫列尔·彼雷
加夫列尔·彼雷（西班牙語：Gabriel Pierre，1966年5月29日—），古巴棒球运动员。他曾代表古巴国家队参加2000年夏季奥林匹克运动会棒球比赛，获得一枚银牌。他也曾出战1999年泛美运动会。